# Ilorin
Ilorin je glavni grad nigerijske savezne države Kwara i jedan od najvećih gradova u Nigeriji. Leži na jugozapadu države, 140 km sjeveroistočno od Ibadana i 260 km od Lagosa. Oko godine 1450. osnovali su ga pripadnici naroda Yoruba. Danas je, zbog svog položaja, važno prometno čvorište.
Prema popisu iz 1991., Ilorin ima 532.089 stanovnika. Zbog velikog vremenskog odmaka od ovog popisa, procjenjuje se da danas grad ima preko milijun žitelja.